# Jarczów (gemeente)
De gemeente Jarczów is een landgemeente in het Poolse woiwodschap Lublin, in powiat Tomaszowski (Lublin).
De zetel van de gemeente is in Jarczów.
Op 30 juni 2004 telde de gemeente 3688 inwoners.

## Oppervlakte gegevens
In 2002 bedroeg de totale oppervlakte van gemeente Jarczów 107,5 km², waarvan:
- agrarisch gebied: 80%
- bossen: 14%

De gemeente beslaat 7,23% van de totale oppervlakte van de powiat.

## Demografie
Stand op 30 juni 2004:
| Omschrijving                   | Totaal | Totaal | Vrouwen | Vrouwen | Mannen | Mannen |
| ------------------------------ | ------ | ------ | ------- | ------- | ------ | ------ |
| eenheid                        | aantal | %      | aantal  | %       | aantal | %      |
| inwoners                       | 3688   | 100    | 1856    | 50,3    | 1832   | 49,7   |
| bevolkingsdichtheid (inw./km²) | 34,3   | 34,3   | 17,3    | 17,3    | 17     | 17     |

In 2002 bedroeg het gemiddelde inkomen per inwoner 1085,84 zł.

## Administratieve plaatsen (sołectwo)
Chodywańce, Gródek, Gródek-Kolonia, Jarczów, Jarczów-Kolonia Druga, Jarczów-Kolonia Pierwsza, Jurów, Korhynie, Łubcze, Nedeżów, Nowy Przeorsk, Plebanka, Przewłoka, Sowiniec, Szlatyn, Wierszczyca, Wola Gródecka-Wola Gródecka-Kolonia, Zawady.

## Aangrenzende gemeenten
Lubycza Królewska, Łaszczów, Rachanie, Tomaszów Lubelski, Ulhówek